# 赵桂英 (1956年)
赵桂英（1956年1月—），女，满族，黑龙江明水人，中华人民共和国政治人物，曾任黑河市政协主席，第九届全国人大代表。